# Longeville
Pour les articles homonymes, voir La Longeville pour la commune du même département et Longeville (homonymie).
Longeville est une commune française située dans le département du Doubs, la région culturelle et historique de Franche-Comté et la région administrative Bourgogne-Franche-Comté. 
Ses habitants se nomment les Longevillois et Longevilloises.

## Géographie
Comme son nom l’indique, le village de Longeville est tout en longueur et se situe au bord du plateau de Levier, plus de 300 m d'altitude au-dessus du village de Lods dans la vallée de la Loue.
La commune est traversée par le ruisseau de Raffenot juste avant qu'il dégringole dans le vallon de Raffenot en créant moult cascades pour rejoindre la Loue.

### Toponymie
Longavilla en 1135 ; Longevele en 1254.

### Climat
Pour des articles plus généraux, voir Climat de la Bourgogne-Franche-Comté et Climat du Doubs.
En 2010, le climat de la commune est de type climat de montagne, selon une étude du Centre national de la recherche scientifique s'appuyant sur une série de données couvrant la période 1971-2000. En 2020, Météo-France publie une typologie des climats de la France métropolitaine dans laquelle la commune est dans une zone de transition entre le climat semi-continental et le climat de montagne et est dans la région climatique  Jura, caractérisée par une forte pluviométrie en toutes saisons (1 000 à 1 500 mm/an), des hivers rigoureux et un ensoleillement médiocre. 
Pour la période 1971-2000, la température annuelle moyenne est de 8,6 °C, avec une amplitude thermique annuelle de 17,2 °C. Le cumul annuel moyen de précipitations est de 1 483 mm, avec 13,8 jours de précipitations en janvier et 10,9 jours en juillet. Pour la période 1991-2020, la température moyenne annuelle observée sur la station météorologique de Météo-France la plus proche, « Coulans », sur la commune d'Éternoz à 15 km à vol d'oiseau, est de 10,5 °C et le cumul annuel moyen de précipitations est de 1 259,2 mm. 
La température maximale relevée sur cette station est de 38,7 °C, atteinte le 24 août 2023 ; la température minimale est de −18,9 °C, atteinte le 20 décembre 2009,,. 
Les paramètres climatiques de la commune ont été estimés pour le milieu du siècle (2041-2070) selon différents scénarios d'émission de gaz à effet de serre à partir des nouvelles projections climatiques de référence DRIAS-2020. Ils sont consultables sur un site dédié publié par Météo-France en novembre 2022.

## Urbanisme

### Typologie
Au 1er janvier 2024, Longeville est catégorisée commune rurale à habitat dispersé, selon la nouvelle grille communale de densité à 7 niveaux définie par l'Insee en 2022.
Elle est située hors unité urbaine. Par ailleurs la commune fait partie de l'aire d'attraction de Pontarlier, dont elle est une commune de la couronne,. Cette aire, qui regroupe 54 communes, est catégorisée dans les aires de moins de 50 000 habitants,.

### Occupation des sols
L'occupation des sols de la commune, telle qu'elle ressort de la base de données européenne d’occupation biophysique des sols Corine Land Cover (CLC), est marquée par l'importance des forêts et milieux semi-naturels (51,4 % en 2018), une proportion identique à celle de 1990 (51,4 %). La répartition détaillée en 2018 est la suivante : 
forêts (43,4 %), prairies (30,8 %), zones agricoles hétérogènes (14,6 %), milieux à végétation arbustive et/ou herbacée (8 %), zones urbanisées (3,2 %). L'évolution de l’occupation des sols de la commune et de ses infrastructures peut être observée sur les différentes représentations cartographiques du territoire : la carte de Cassini (XVIIIe siècle), la carte d'état-major (1820-1866) et les cartes ou photos aériennes de l'IGN pour la période actuelle (1950 à aujourd'hui).

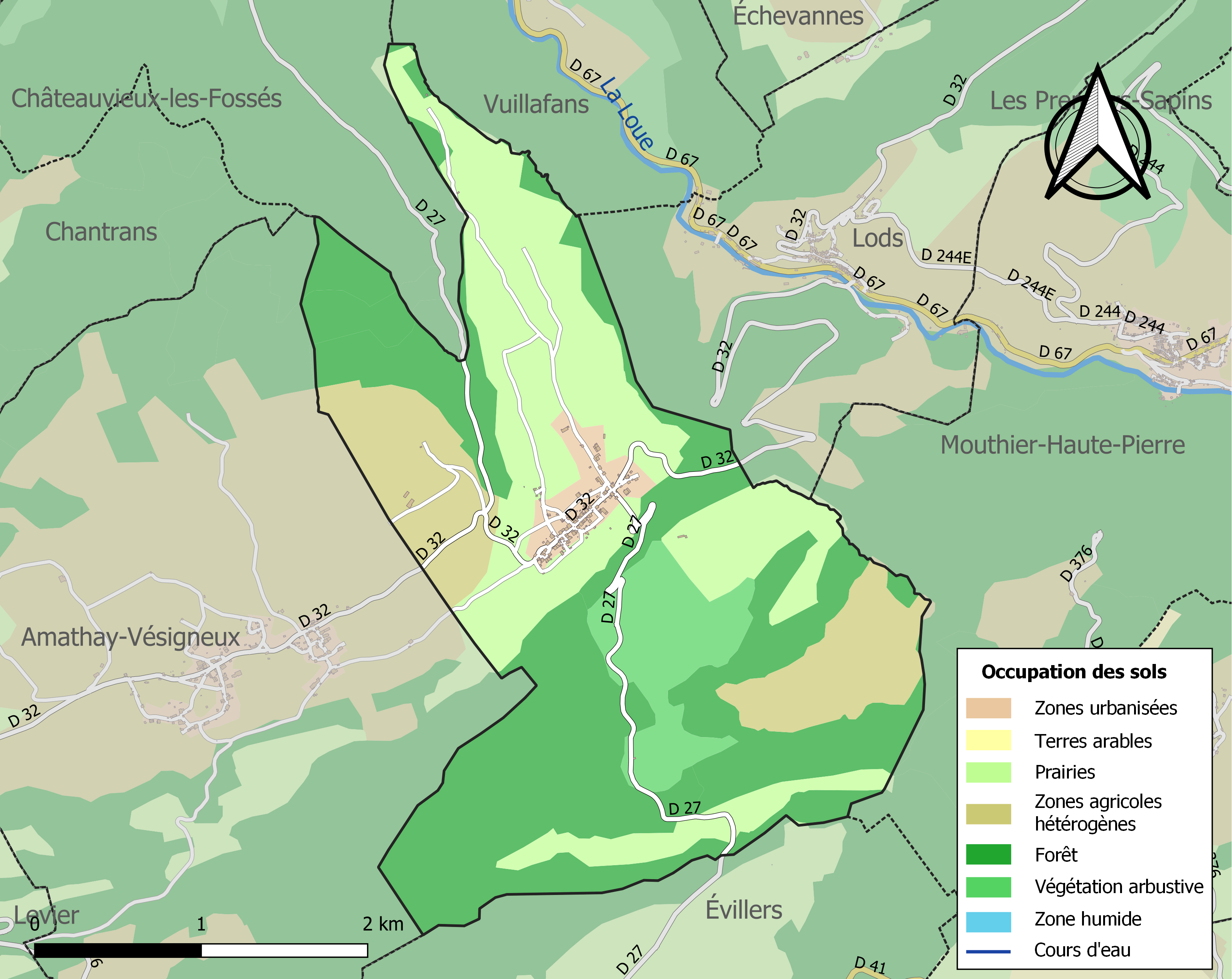
Carte des infrastructures et de l'occupation des sols de la commune en 2018 (CLC).

## Histoire

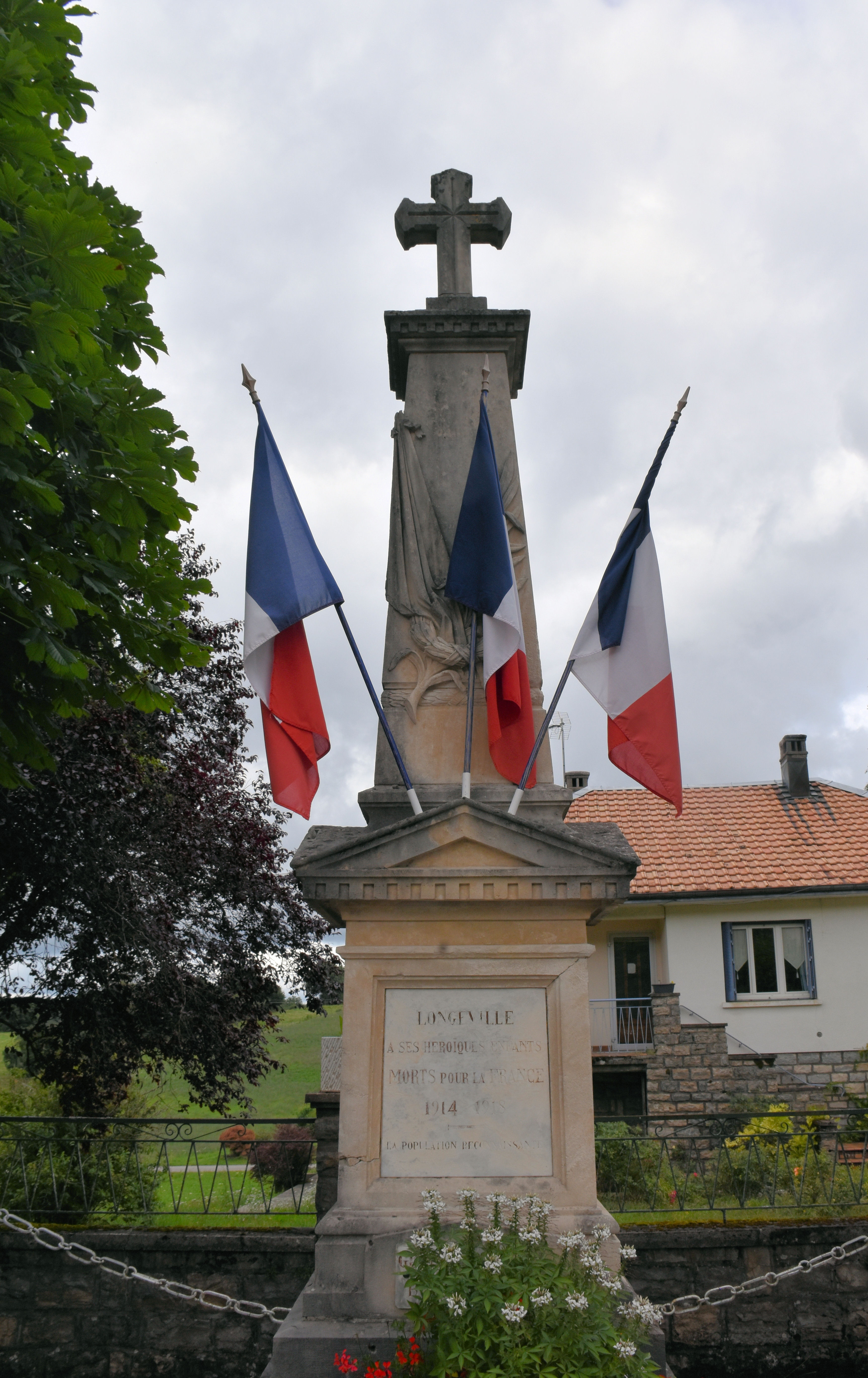
Le monument aux morts surmonté d'une croix latine.

Les armes de la maison de Longeville étaient : de gueules, à la bande d'or, chargé d'un point d'échiquier d'azur, sur le premier quartier.
Les premiers membres connu de cette maison sont Pierre et Gérard de Longeville. Pierre vivait du temps d'Humbert de Salins et Gérard de Longeville est nommé dans l'exécution du traité conclu en 1126 entre Humbert III de Salins et le prieur de Romain-Moûtier. En 1133 Gérard était du nombre des chevaliers de Gaucher III de Salins. De ces deux chevaliers est issue la maison de Longeville qui dura jusqu'au XVIe siècle ainsi que la maison de Villers dont l'un des fils de Gérard prit le nom (cette branche subsiste toujours). Humbert de Longeville, écuyer, fait hommage en 1280 au seigneur de Neufchâtel pour ce qu'il tenait de son fief. En 1339 Gérard de Villers (ou Villerserine) fait mention dans son testament de Jacquet de Longeville, son neveu, et des enfants de Rose de Longeville. Jeanne de Longeville se marie dans le XIVe siècle à Guillaume Thoraise, chevalier, seigneur de Torpes. Guillaume de Longeville, écuyer, était de la montre de Guillaume de Poitiers en 1386. Jeanne de Longeville était abbesse de l'abbaye Notre-Dame de Migette en 1409. François de Longeville était du nombre des chevaliers de Saint-Georges en 1452.

## Politique et administration
| Période                                  | Période  | Identité              | Étiquette | Qualité |
| ---------------------------------------- | -------- | --------------------- | --------- | ------- |
| mars 2001                                | 2014     | Robert Vouillot       | PS        | Paysan  |
| mars 2014                                | mai 2020 | Marcel Gaillard       | SE        | Cadre   |
| mai 2020                                 | En cours | Pierre-André Vouillot |           |         |
| Les données manquantes sont à compléter. |          |                       |           |         |

## Démographie
L'évolution du nombre d'habitants est connue à travers les recensements de la population effectués dans la commune depuis 1793. Pour les communes de moins de 10 000 habitants, une enquête de recensement portant sur toute la population est réalisée tous les cinq ans, les populations de référence des années intermédiaires étant quant à elles estimées par interpolation ou extrapolation. Pour la commune, le premier recensement exhaustif entrant dans le cadre du nouveau dispositif a été réalisé en 2008.

En 2022, la commune comptait 180 habitants, en évolution de +5,26 % par rapport à 2016 (Doubs : +1,88 %, France hors Mayotte : +2,11 %).
| 1793 | 1800 | 1806 | 1821 | 1831 | 1836 | 1841 | 1846 | 1851 |
| ---- | ---- | ---- | ---- | ---- | ---- | ---- | ---- | ---- |
| 300  | 281  | 293  | 350  | 357  | 331  | 337  | 331  | 326  |

| 1856 | 1861 | 1866 | 1872 | 1876 | 1881 | 1886 | 1891 | 1896 |
| ---- | ---- | ---- | ---- | ---- | ---- | ---- | ---- | ---- |
| 334  | 337  | 342  | 322  | 309  | 323  | 324  | 302  | 299  |

| 1901 | 1906 | 1911 | 1921 | 1926 | 1931 | 1936 | 1946 | 1954 |
| ---- | ---- | ---- | ---- | ---- | ---- | ---- | ---- | ---- |
| 299  | 311  | 300  | 224  | 227  | 228  | 212  | 213  | 203  |

| 1962 | 1968 | 1975 | 1982 | 1990 | 1999 | 2006 | 2008 | 2013 |
| ---- | ---- | ---- | ---- | ---- | ---- | ---- | ---- | ---- |
| 198  | 195  | 163  | 141  | 145  | 134  | 143  | 145  | 165  |

| 2018 | 2022 | - | - | - | - | - | - | - |
| ---- | ---- | - | - | - | - | - | - | - |
| 176  | 180  | - | - | - | - | - | - | - |

## Culture locale et patrimoine

### Lieux et monuments
- Plusieurs bâtiments inscrits à l'Inventaire général du patrimoine culturel :
  - Huit fermes anciennes datant des XVIIIe siècle et XIXe siècle.
  - L'église paroissiale Saint-Nicolas[21] reconstruite au XVIIIe siècle par l'architecte Claude Pierrot : en 1730 pour la tour-clocher, comme l'indique la date sculptée sur un fleuron gothique ornant le mur du rez-de-chaussée, de 1743 à 1776 pour le reste de l'édifice.
  - La mairie-école[22] construite en 1839 comme l'indique la date sur le linteau de la porte piétonne.
  - La fontaine-lavoir[23] construite en 1895 comme l'indique la date sur la pile de jet.

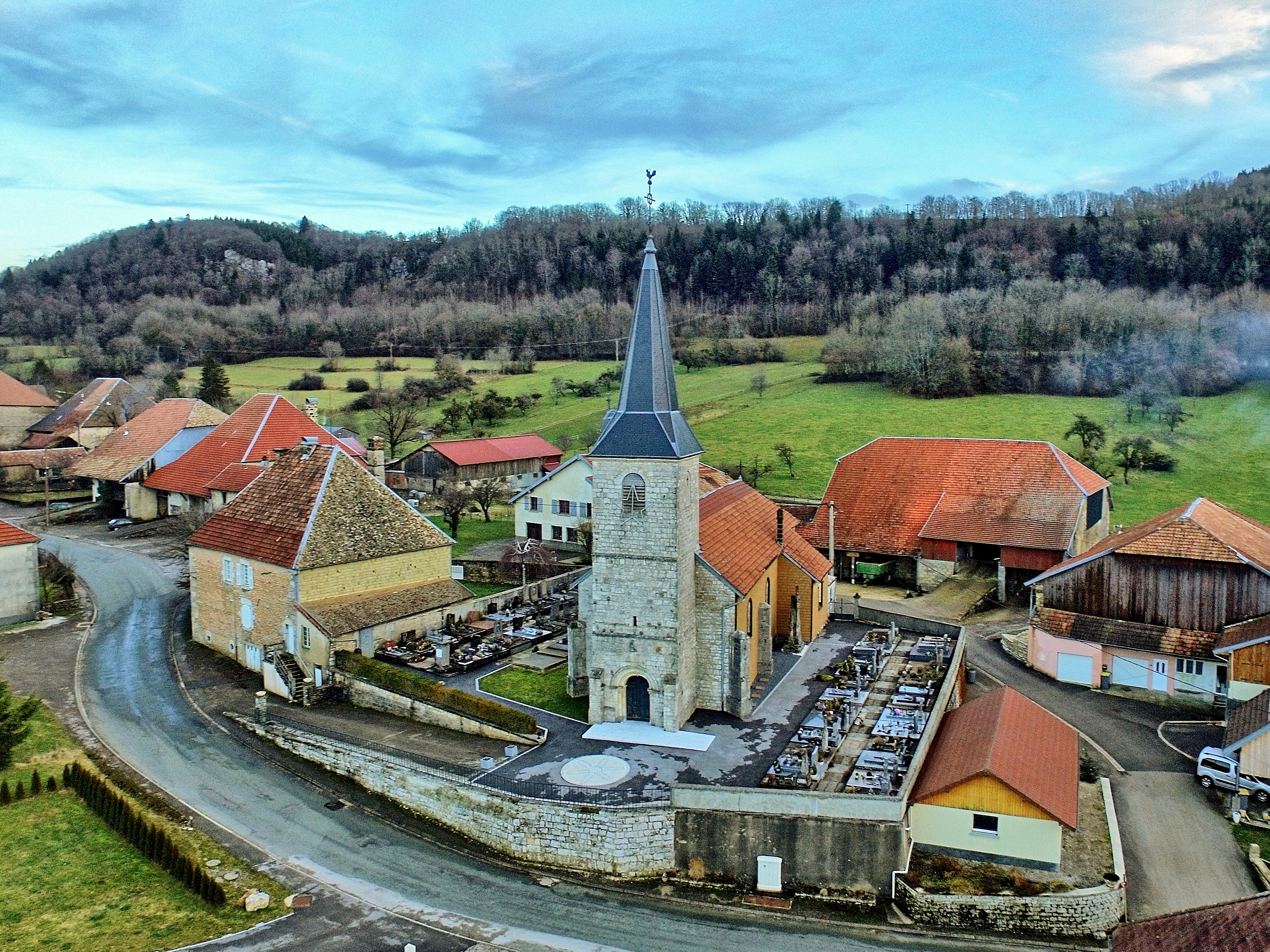
L'église Saint-Nicolas.
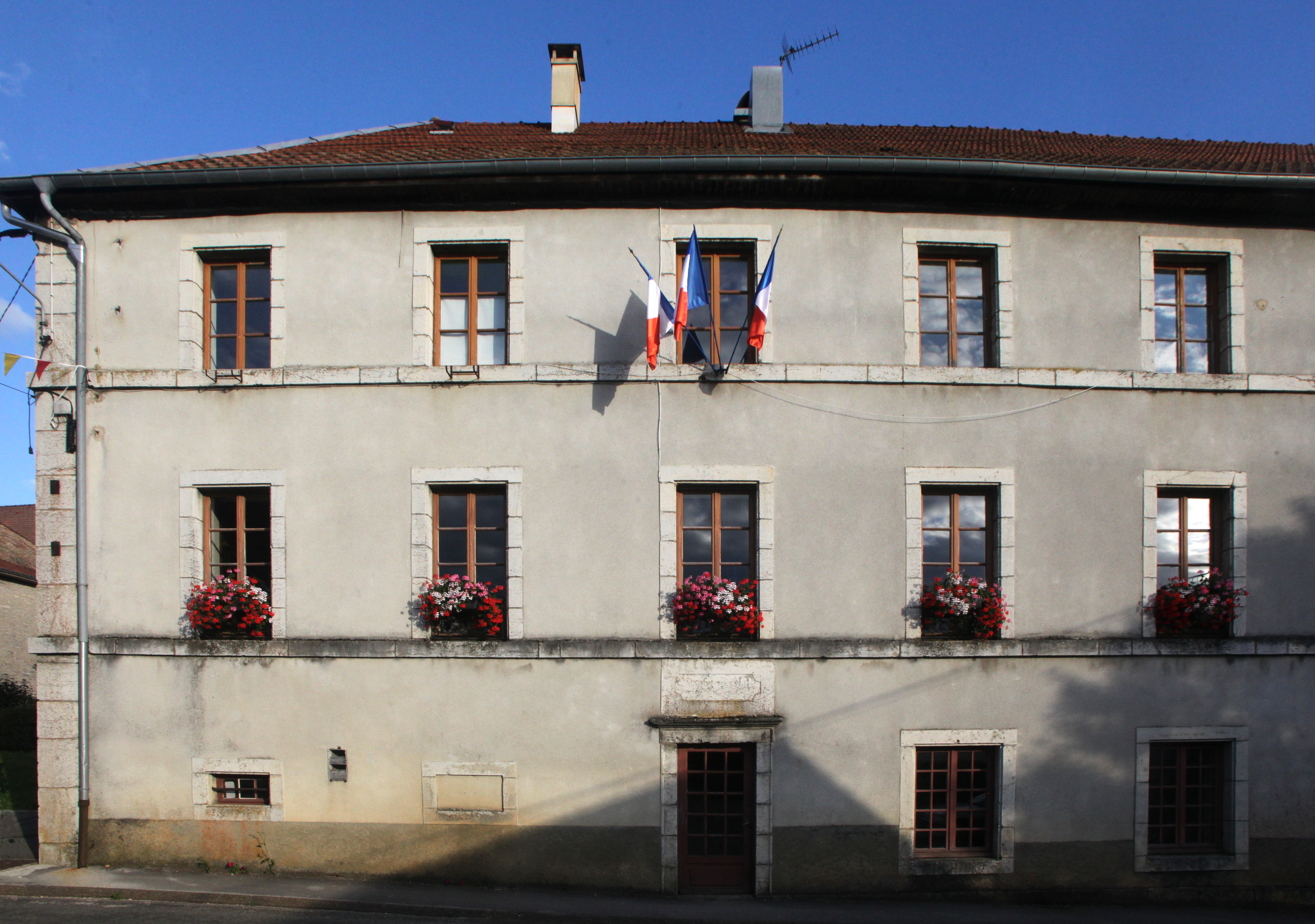
La mairie-école.
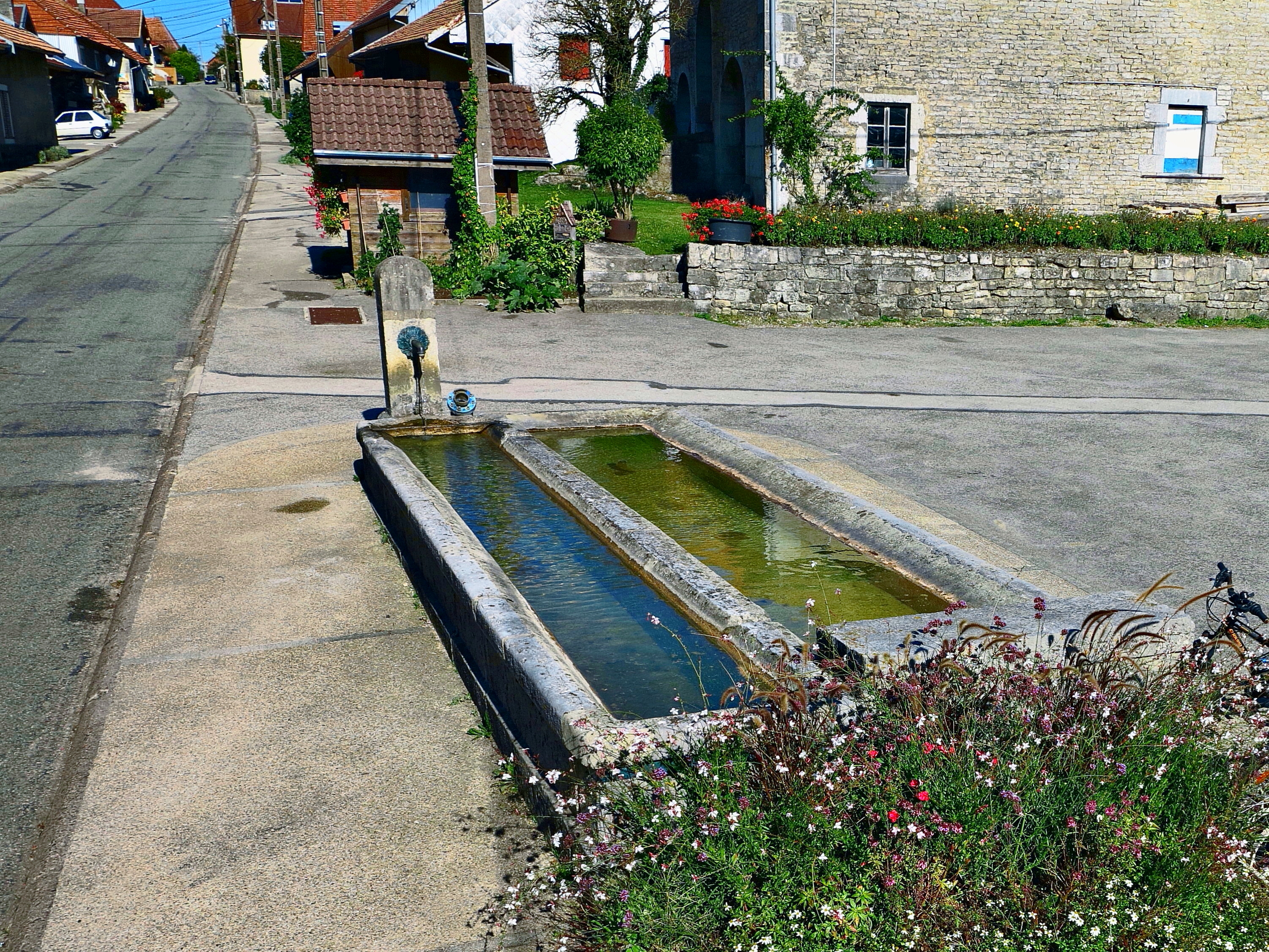
La fontaine-lavoir
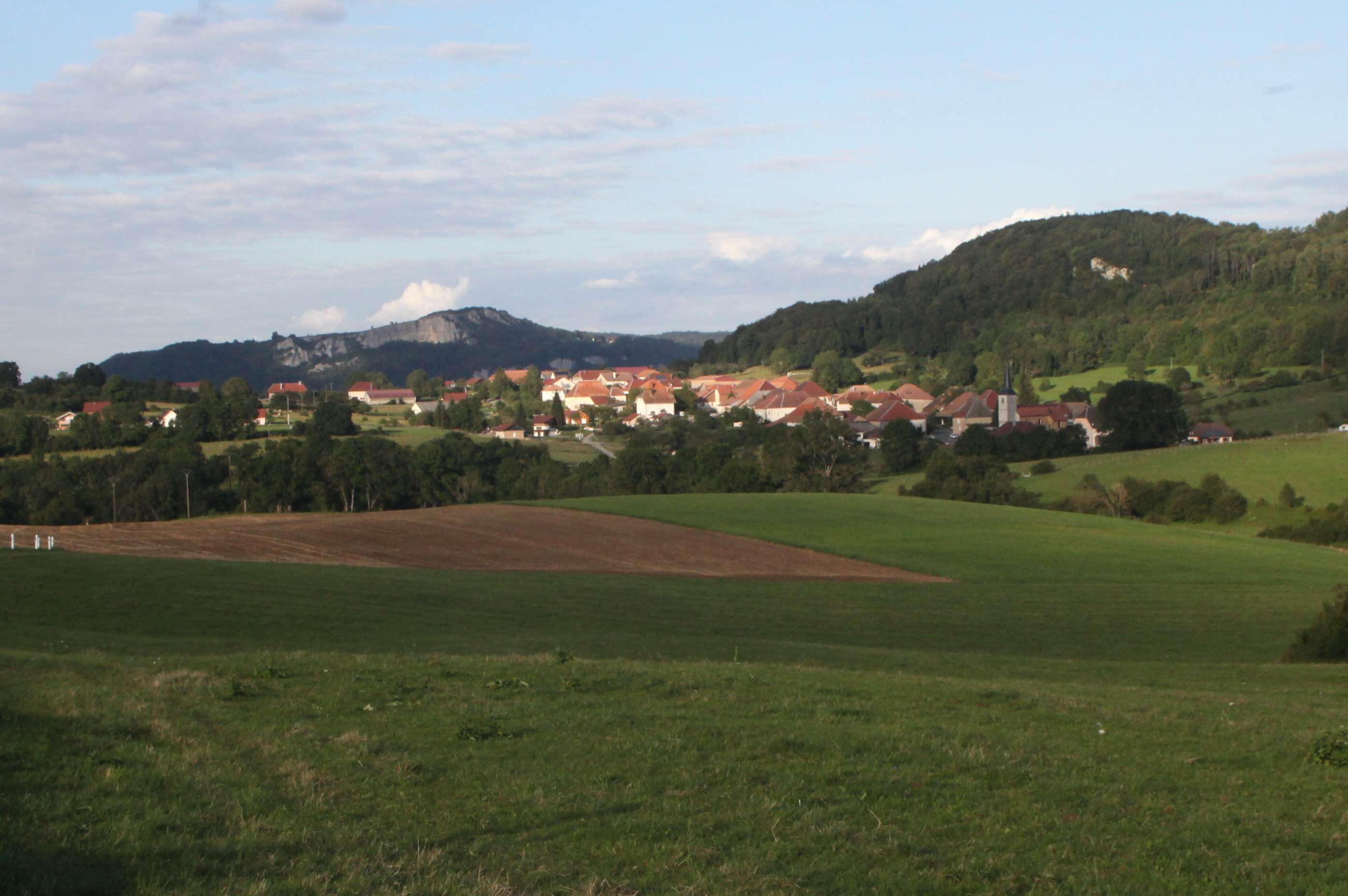
Vue du village.
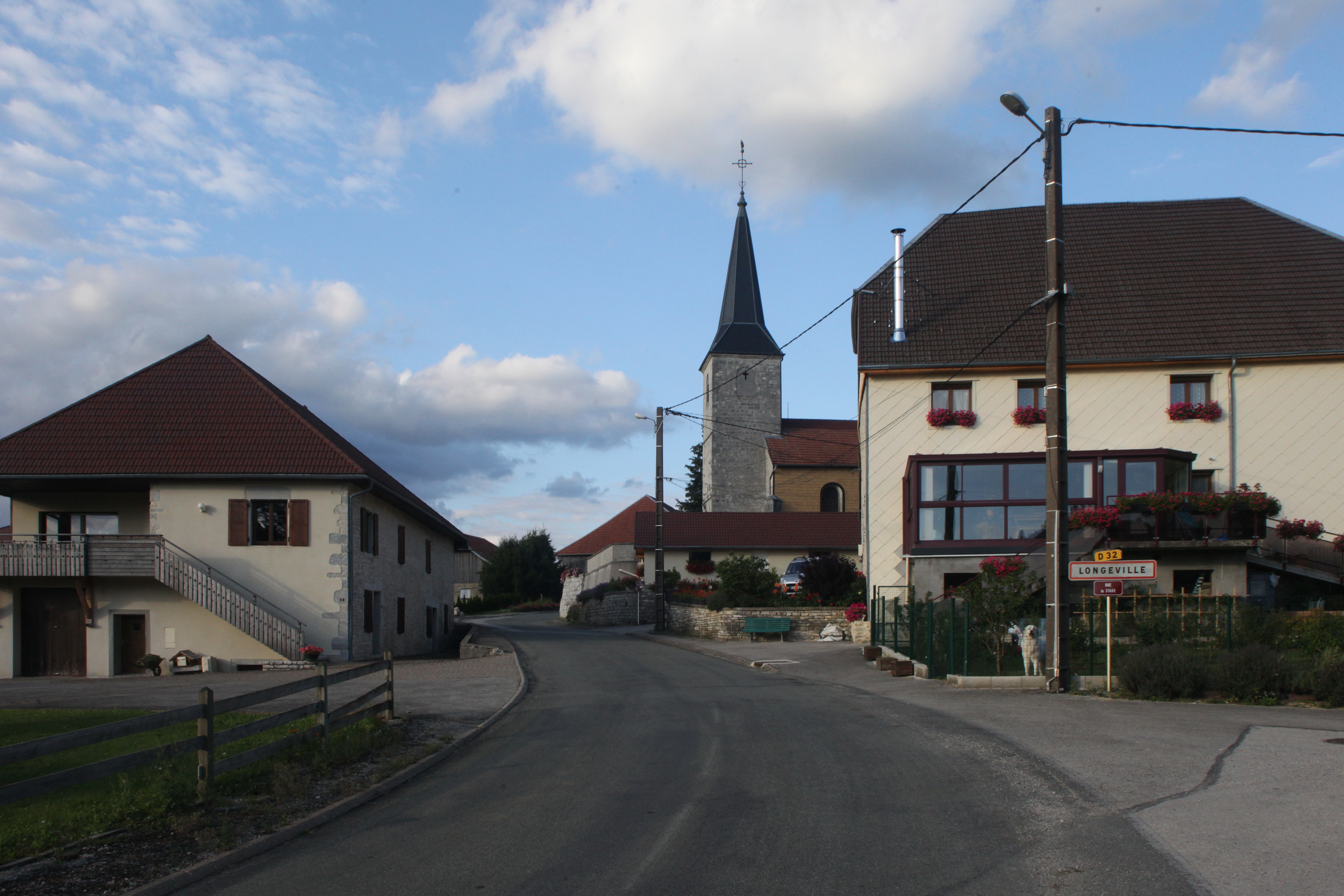
Entrée du village.

### Personnalités liées à la commune
- Vital Cuinet (1833-1896), géographe né à Les Longevilles .

### Héraldique
La famille de Longeville portait pour armes : « De gueules à la bande d'or, au franc-quartier d'azur ».

## Sources et Bibliographie
- Jean Baptiste Guillaume, Histoire généalogique des sires de Salins au comté de Bourgogne, édition Jean-Antoine Vieille, 1757, p.  58 à 62 books.google.fr
- Roglo, de Longeville